# Papperitzia leiboldi
Papperitzia es un género monotípico de orquídeas. Su única especie: Papperitzia leiboldi Rchb.f. (1852), es originaria de México en Veracruz y Oaxaca.
En The Plant List está considerada un sinónimo de Leochilus leiboldii Rchb.f.

## Descripción
Es una pequeña planta con los pseudobulbos agrupados, ovados a elípticos, ligeramente comprimidos, completamente envueltos basalmente por 2 a 3  imbricadas  vainas y que lleva una sola hoja, apical, lineal, acuminada, coriácea y glabra. Florece en una inflorescencia basal, colgante y arqueada de 12,5 cm de largo, con 6 a 12 flores. La floración se produce en la primavera y el verano y lleva flores ligeramente perfumadas nocturnamente.  

## Distribución y hábitat
Es una pequeña orquídea, colgante, con hojas en abanico, epífita que prefiere el clima fresco. Se encuentra estados mexicanos de Oaxaca y Veracruz a los 2377 metros de altitud sobre Puerto Angel en las ramas, a pleno sol a unos 3 metros de un pequeño arroyo. 

## Taxonomía
Papperitzia leiboldi fue descrita por (Rchb.f.) Rchb.f. y publicado en Botanische Zeitung (Berlin) 10: 670. 1852.
Sinonimia
- Leochilus leiboldii Rchb.f., Linnaea 18: 404 (1845).[2]